# Zdzisław Londoński
Zdzisław Londoński (ur. 8 lipca 1888 w Bochni, zm. 6 października 1941 w KL Auschwitz) – żołnierz, profesor filozofii, nauczyciel i dyrektor gimnazjum.

## Życiorys
Urodził się 8 lipca 1888. Zdał maturę w III Gimnazjum im. Króla Jana III Sobieskiego w Krakowie w 1907. Studiował filozofię na Wydziale Filozoficznym Uniwersytetu Jagiellońskiego od 1907 do 1910 oraz na Uniwersytecie w Lipsku od 1911 do 1912. Pracował jako nauczyciel w Gimnazjum w Bochni od września 1912 do połowy 1914. Po wybuchu I wojny światowej wstąpił do Legionów Polskich i służył jako szeregowiec od połowy sierpnia do czerwca 1915. Od tego czasu do kwietnia 1916 pracował jako nauczyciel w Gimnazjum Polskim w Wiedniu. Następnie był zatrudniony jako nauczyciel oraz dyrektor w gimnazjum w Katowicach od kwietnia 1916, a później w Myślenicach.
Po odzyskaniu przez Polskę niepodległości w 1919 uzyskał tytuł naukowy doktora filozofii. Uczestniczył w III powstaniu śląskim jako dowódca batalionu od maja do czerwca 1921. W latach 20. opracował wydania dzieł Juliusza Słowackiego. W latach 20. był p.o. dyrektora Państwowego Gimnazjum w Mysłowicach, mieszczącego się przy ul. Mikołowskiej 5, a od 1 kwietnia 1925 etatowym dyrektorem. W 1929 uzyskał tytuł profesora filozofii. W okresie II Rzeczypospolitej był dyrektorem Państwowego Liceum i Gimnazjum im. Stefana Czarnieckiego w Nisku.
Po wybuchu II wojny światowej 1939 został aresztowany i był osadzony na Zamku w Rzeszowie. Po odzyskaniu wolności podjął działania w kierunku podjęcia kształcenia młodzieży po nastaniu okupacji niemieckiej ziem polskich. Od grudnia 1939 działał w tajnym nauczaniu w Nisku. 18 maja 1940 został powtórnie aresztowany przez Niemców. Był przetrzymywany w Tarnowie, skąd – wraz z grupą ponad 700 młodych Polaków – 14 czerwca 1940 został osadzony w niemieckim obozie koncentracyjnym KL Auschwitz – był to pierwszy masowy transport do Auschwitz. Otrzymał tam numer obozowy 335. Za pomoc cierpiącym głód współosadzonym został rozstrzelany przez Niemców w obozie 6 października 1941.
Jego żoną została Maria z domu Dutkiewicz (1892-1978, sanitariuszka w Powstaniu Wielkopolskim), z którą miał córkę Halinę (1934-2025, po mężu Mąderek - Matysik, działaczka harcerska). W KL Auschwitz zginął także Norbert Dutkiewicz, brat Marii.

## Ordery i odznaczenia
- Złoty Krzyż Zasługi (1938)[10][11]
- Medal Niepodległości (1931)
- Krzyż na Śląskiej Wstędze Waleczności i Zasługi I klasy (1931)
- Medal Dziesięciolecia Odzyskanej Niepodległości (1929)
- Srebrny Medal za Długoletnią Służbę (1938)